# Хасеки Шемсишах Султанија
Хасеки Шемсишах Султанија (тур.Şemsişah Haseki Sultan) законита супруга Мурата IV.

## Живот
Рођена је 1619. године у Грузији као принцеза Зилихан Дадиани, била је кћер Леванa II принца од Мингрелијe и тиме чланица Грузијске династије Дадиани. Током лова са њеним оцем Мурат се на први поглед заљубио у њу. Мурату се остварила жеља и он је законски жени 1634 и свадба је била подвргнута огромној церемонији. Овај брак био је итекако успешан, поштовање и љубав били су обострани. Лично Мурат јој је дао име Шемсишах што значи "моје сунце је краљица". Првих пар месеци примала је плату од 2600 акчи, но касније смањено је на 2000 акчи и тиме се изједначила с платом Хасеки Ајше султанијом главном супругом Мурата, неки заправо за ово смањење плате окривљују Ајше. Шемсишах је била у врло истакнуто добрим односима са свекрвом Валиде султанијом Махпејкер Косем. Била је веома утицајна и поштована Султанија на Османском двору. Поред осталих Муратових миљеница и конкубина главна супарница јој је очекивано била Ajше султанија. Са Муратом је имала четири детета: Принца Сулејмана, Селима и две кћери Султанију Фатму и Хафсу. Нажалост сва деца су им умрла веома мала и Шемсишах и Мурат то су јако тешко поднели, последњи су умрли Фатма и Сулејман и то 1640 године. Исте године 8. фебруара Мурат умире врло млад, и то је била била огромна бол за све. После смрти свог драгог супруга Шемсишах одлази у Стару Палату. доживела je дубоку старост и преминула je 1698 годинe.

## У популарној култури
У популарној историској серији Величанствени век: Косем она је представљена као мађарска принцеза Фарија Белхен, њен живот у серији није тачан историјски фактор њен лик је урађен само ради задовољавања сценарија серије. Њен лик је тумачила позната турска глумица Фарах Зејнеп Aбдулах.